# عزلة ذاهبة (البيضاء)

تعديل مصدري - تعديل

عزلة ذاهبة هي إحدى عزل مديرية السوادية في محافظة البيضاء اليمنية ويبلغ تعداد سكانها 3210 نسمة حسب التعداد السكاني في اليمن لعام 2004.
تقطن فيها قبيلة ال عبد الله ناصر وزعيم قبيلتها الشيخ حسين عبد الله السوادي

## روابط خارجية
- الجهاز المركزي للإحصاء بالجمهورية اليمنية
- المركز الوطني للمعلومات باليمن
- World Gazetteer:Yemen
- الدليل الشامل